# Rasmus Nissen
Rasmus Nissen Kristensen (født 11. juli 1997 i Brande) er en dansk professionel fodboldspiller, som spiller for Bundesliga-klubben Eintracht Frankfurt og Danmarks landshold. 
Kristensen startede sin karriere i den danske klub FC Midtjylland, hvor han debuterede i Superligaen i 2016. Hans imponerende præstationer førte til et skifte til hollandske AFC Ajax i januar 2018. Hos Ajax udviklede han sig yderligere og var med til at vinde flere titler, herunder Æresdivisionen og KNVB Cup. I 2019 skiftede han til den østrigske storklub Redbull Salzburg, hvor han fortsatte med at imponere og vandt flere mesterskaber.
I 2022 skiftede Kristensen til Leeds United i den engelske Premier League. I 2023 blev han udlejet til den italienske Serie A-klub A.S. Roma. Senere i 2024 skiftede han til Bundesliga-klubben Eintracht Frankfurt, hvor han fortsætter sin karriere. Kristensen er også dansk landsholdsspiller og har repræsenteret Danmark på forskellige aldersniveauer samt på seniorniveau. 

## Karriere
Nissen er født ind i en fodboldfamilie og begyndte af spille fodbold i Brande IF, da han var seks år gammel. Han spillede i klubben i seks år, før han skiftede til Herning Fremad, hvor han spillede to år. Nissen skrev i 2012 under på ungdomskontrakt med FC Midtjylland.
Nissen var anfører for FC Midtjyllands UEFA Youth League 2015-16-hold, som slog Atletico Madrid i straffesparkskonkurrence efter 4-4 i ordinær spilletid den 10. februar 2016, hvormed man kvalificerede sig til 1/16-delsfinalen mod FC Barcelona, som man dog tabte 3-1.

### FC Midtjylland
Nissen blev rykket op i førsteholdstruppen i sommeren 2016 i en alder af 18 år. Han skrev under på femårig professionel kontrakt.
Han fik sin officielle debut for FC Midtjylland den 7. marts 2016 i Superligakampen mod FC Nordsjælland. Nissen startede på bænken, men erstattede Václav Kadlec i det 39. minut i et 1-2-nederlag.

## Personlige forhold
Nissen er nevø til den tidligere Sturm Graz-spiller Sigurd Kristensen og er fætter til Leon Jessen. Hans lillesøster er håndboldspilleren Naja Nissen Kristensen, som spiller for Ringkøbing Håndbold.